# Схаутен, Льюис
Льюис Схаутен (нидерл. Lewis Schouten; род. 4 февраля 2004, Алкмар, Северная Голландия) — нидерландский футболист, защитник клуба АЗ, выступающий на правах аренды за «Эксельсиор».

## Клубная карьера
Схаутен — воспитанник клуба АЗ. 17 января 2022 года в матче против «Дордрехт» Льюис дебютировал за дублирующий состав в Эрстедивизи. 2 февраля 2025 года в матче против «Виллема II» он дебютировал в Эредивизи.
1 июля 2025 года перешёл на правах аренды в роттердамский «Эксельсиор».